# Edward Wright
Pour les articles homonymes, voir Edward Wright (homonymie) et Wright.
Edward Wright, né à une date inconnue et baptisé le 8 octobre 1561, mort en novembre 1615, est l'un des plus célèbres cartographes anglais du début du XVIIe siècle. Il donna une première méthode mathématique pour former le canevas de Mercator.

## Biographie
Wright étudia à Gonville and Caius College (Cambridge) où il obtint une licence (1581) puis une maîtrise ès arts (1584). Il enseigna dans cette même université jusqu'en 1600, à l'exception d'une expédition aux Açores à laquelle il participa à la demande du Comte de Cumberland (Angleterre) en 1589. C'est cette expédition, destinée en réalité à intercepter un convoi espagnol de retour d'Amérique qui le détermina, semble-t-il, à calculer les tables loxodromiques de façon plus précise.
En 1600, Wright s'établit à Londres et collabora avec William Gilbert à la rédaction du De magnete, livre dans lequel la Terre était comparée à un gigantesque aimant. Il proposa un projet pour amener de l'eau par un canal depuis Uxbridge jusqu'au palais royal. Il obtint la charge de précepteur du Prince de Galles Henry peu avant 1610, et fit fabriquer pour son élève un globe mécanique donnant jour après jour la position du Soleil et de la Lune par un mécanisme d'horlogerie.
Il fut embauché par l'East India Company comme instructeur nautique en 1614, mais mourut l'année suivante.

## Œuvres
Le premier titre de gloire de Wright est d'avoir, dans son livre Certaine errors of navigation corrected (1599), identifié les principales difficultés du repérage en mer à la fin du XVIe siècle, et d'avoir montré qu'une approche mathématique permettait d'y remédier. Il montra en particulier que la navigation sous les hautes latitudes se heurtait à des tables inexactes des arcs de méridiens sous les hautes latitudes (au-delà de 45°), ainsi qu'à l'écart entre le pôle magnétique et le pôle géographique. Il indiqua comment calculer précisément la longueur des arcs de méridiens dans la projection de Mercator, en assimilant cette longueur d'arc à une somme finie de termes. Ce calcul permettait par là-même de construire mathématiquement une carte conforme, ce que Gerardus Mercator lui-même n'avait fait que de façon approchée, par un dessin de proche en proche.
Comme les longueurs d'arc de méridien sont en réalité les logarithmes de la tangente des arcs en question, on attribua vers 1660 à Wright la paternité de l'invention des logarithmes. Toutefois, cette idée fut abandonnée dès 1676 à la suite de l'avis de la Royal Society.
Wright était très bien informé des recherches de Stevin et fit publier sa traduction du traité De Havenvinding sous le titre de The haven-finding arte la même année que la version originale (1599).
- The voiage of the right honourable George Erl of Cumberland to the Azores (1589), Londres. Réimpr. par Hakluyt dans Principall navigations, voiages, traffiques and discoveries of the English Nation, vol. 2 (Londres, 1598-1600)
- Certaine errors of navigation corrected (1599, 2d ed. 1610), Londres
- The haven-finding arte (1599), Londres